# Veel bittere tranen
Bittere tranen, ook wel Veel bittere tranen is een smartlap geschreven door Eddie Brandt en Paul Frees. Het origineel I'm drowning my sorrows verscheen in 1956. Jos Dams en Leo Camps vertaalden het naar het Nederlands. Het werd dé Nederlandstalige hit van 1958. In Vlaanderen werd het lied vertolkt door Enny Denita, in Nederland werd het op de plaat gezet door Annie de Reuver. De twee singles stonden hand in hand in de toenmalige hitparades van beide landen. Denita hield het negen maanden (36 weken) uit in die hitparade, Annie de Reuver vier maanden.
Denita zou nog wel wat plaatjes maken, maar verdween in 1963 van het podium. Bittere tranen bleef voor haar de grootste hit die ze had. Voor Annie de Reuver viel het doek niet veel later (1966) en was het (voor zover bekend) haar enige hit.
Bittere tranen worden geplengd doordat de zangeres verliefd bleef op haar vriend. Doordat hij haar ontrouw is geweest, zat verdere liefde en huwelijk er niet meer in. Vriendschap was het maximale.
Het lied is een aantal keren opnieuw gecoverd:
- 1958: Ray Franky
- 1959: Bobbejaan Schoepen ("Viel bittere Tränen")
- 1972: Rita Deneve
- 1974: Bob Benny
- 1981: Tina Rosita
- 1993: Bobby Prins
- Jos Mommen
- Zangeres Zonder Naam
- Diana More (jaren 70)